# Kåge Gustafson (tecknare)

"Herr Gårman" var Kåge Gustafsons första skylt skapad 1955.

Karl-Gustaf "Kåge" Helge Gustafson, född den 26 mars 1917 i Tranemo, död den 21 juli 2006 i Mariestad, var en svensk tecknare som under en lång period arbetade på Vägverkets trafikbyrå och Trafiksäkerhetsverket där han tecknade vägskyltar. Han har bland annat tecknat de svenska skyltarna varning för älg och övergångsställe, "Herr Gårman".
Gustafson har också konstruerat teckensnittet Tratex, som används på de svenska vägskyltarna.